# Prochlidonia
Prochlidonia is een geslacht van vlinders van de familie bladrollers (Tortricidae).

## Soorten
- P. amiantana (Hübner, 1799)
- P. ochromixtana (Kennel, 1913)